# Olpidium
Genre
Olpidium est un genre de champignons chytrides de la famille des Olpidiaceae.
Ce genre ubiquiste a une vaste gamme d'hôtes. Il comprend des espèces parasites intercellulaires des racines des plantes vasculaires, en général non pathogènes. Cependant certaines espèces sont les vecteurs de nombreux phytovirus appartenant à quatre familles virales, comme le virus des grosses nervures de la laitue (MLBVV, Mirafiori lettuce big vein virus), transmis par Olpidium virulentis.
D'autres espèces parasitent des espèces appartenant au phytoplancton, des rotifères, des œufs de nématodes ainsi que d'autres champignons, notamment des champignons phytopathogènes de l'ordre des Pucciniales (rouilles), tels que des espèces du genre Uromyces parasitées par Olpidium uredinis, ainsi que des protistes.

## Synonymes
Selon MycoBank (8 novembre 2014) :
- Chytridium subgen. Olpidium A. Braun, 1856 ;
- Cyphidium Magnus, Wiss. Meeresuntersuch. 1875 ;
- Olpidiella Lagerh., 1888 ;
- Endolpidium De Wild., 1894 ;
- Monochytrium Griggs, 1910.

## Liste d'espèces
Selon Catalogue of Life (9 novembre 2014) :
- Olpidium agrostidis
- Olpidium algarum
- Olpidium allomycetos
- Olpidium amoebae
- Olpidium appendiculatum
- Olpidium bornovanus
- Olpidium bothriospermi
- Olpidium brassicae
- Olpidium cruciferarum
- Olpidium difflugiae
- Olpidium ellipticum
- Olpidium endogenum
- Olpidium entophytum
- Olpidium granulatum
- Olpidium gregarium
- Olpidium hantzschiae
- Olpidium hyalothecae
- Olpidium incognitum
- Olpidium indicum
- Olpidium intermedium
- Olpidium laguncula
- Olpidium leptophrydis
- Olpidium longum
- Olpidium luxurians
- Olpidium majus
- Olpidium maritimum
- Olpidium mougeotia
- Olpidium nematodae
- Olpidium paradoxum
- Olpidium pendulum
- Olpidium pisi
- Olpidium protonemae
- Olpidium pseudoeuglenae
- Olpidium pseudomorphum
- Olpidium pseudosporearum
- Olpidium radicale
- Olpidium rhizophlyctidis
- Olpidium rostriferum
- Olpidium rotiferum
- Olpidium saccatum
- Olpidium sacchari
- Olpidium salicorniae
- Olpidium sparrowii
- Olpidium sphaeropleae
- Olpidium spirogyrae
- Olpidium synchytrii
- Olpidium utriculiforme
- Olpidium vampyrellae
- Olpidium vermicola
- Olpidium verrucosum
- Olpidium viciae

Selon Index Fungorum (9 novembre 2014) :
- Olpidium aggregatum P.A. Dang. 1891
- Olpidium agrostidis Sampson 1932
- Olpidium algarum Sorokīn 1889
- Olpidium allomycetos Karling 1948
- Olpidium amoebae Mattes 1924
- Olpidium appendiculatum Karling 1966
- Olpidium arcellae Sorokīn 1889
- Olpidium bornovanus (Sahtiy.) Karling 1977
- Olpidium borzianum Morini 1887
- Olpidium borzii De Wild. 1893
- Olpidium bothriospermi Sawada 1922
- Olpidium brassicae (Woronin) P.A. Dang. 1886
- Olpidium cruciferarum M.W. Dick 2001
- Olpidium destruens (Nowak.) J. Schröt. 1886
- Olpidium difflugiae Scherff. 1926
- Olpidium ellipticum (P.A. Dang.) Sacc. & Traverso 1911
- Olpidium endogenum (A. Braun) J. Schröt. 1886
- Olpidium entophlyctoides S.N. Dasgupta
- Olpidium entophytum A. Braun 1855
- Olpidium entosphaericum (Cohn) A. Fisch. 1892
- Olpidium euglenae P.A. Dang. 1896
- Olpidium granulatum Karling 1946
- Olpidium gregarium (Nowak.) J. Schröt. 1886
- Olpidium hantzschiae Skvortsov 1925
- Olpidium hyalothecae Scherff. 1926
- Olpidium immersum Sorokīn 1889
- Olpidium incognitum S.N. Dasgupta & R. John 1990
- Olpidium indicum Karling 1964
- Olpidium indicum Kiran & Dayal 1992
- Olpidium indicum Turner 1892
- Olpidium intermedium Const. 1901
- Olpidium laguncula H.E. Petersen 1905
- Olpidium leptophrydis Scherff. 1926
- Olpidium longicollum Uebelm. 1956
- Olpidium longum S.N. Dasgupta & R. John 1990
- Olpidium luxurians (Tomaschek) A. Fisch. 1892
- Olpidium macrosporum (Nowak.) J. Schröt. 1886
- Olpidium majus Ivimey Cook & W.B. Collins 1935
- Olpidium maritimum Höhnk & Aleem 1953
- Olpidium mesocarpi De Wild. 1896
- Olpidium mougeotia Skvortsov 1925
- Olpidium nematodae Skvortsov 1927
- Olpidium oedogoniorum (Sorokīn) De Wild. 1894
- Olpidium paradoxum Glockling 1998
- Olpidium pendulum Zopf 1890
- Olpidium pisi Hammarl. 1933
- Olpidium plumulae (Cohn) A. Fisch. 1892
- Olpidium poreferum Kiran & Dayal 1992
- Olpidium protonemae Skvortsov 1927
- Olpidium pseudoeuglenae S.N. Dasgupta & R. John 1990
- Olpidium pseudomorphum Scherff. 1926
- Olpidium pseudosporearum Scherff. 1926
- Olpidium radicale Schwartz & Ivimey Cook 1928
- Olpidium radicicola De Wild. 1896
- Olpidium ramosum Serbinow 1900
- Olpidium rhizophlyctidis Sparrow 1948
- Olpidium rostratum De Wild. 1895
- Olpidium rostriferum Ivimey Cook 1934
- Olpidium rostriferum Tokun. 1934
- Olpidium rotiferum Karling 1946
- Olpidium saccatum Sorokīn 1883
- Olpidium sacchari M.T. Cook 1935
- Olpidium salicorniae Němec 1911
- Olpidium saprolegniae A. Braun 1855
- Olpidium simulans de Bary & Woronin 1865
- Olpidium sparrowii Dogma 1977
- Olpidium sphaeropleae Tokun. 1933
- Olpidium spirogyrae Skvortsov 1925
- Olpidium synchytrii Karling 1959
- Olpidium tuba Sorokīn 1889
- Olpidium uredinis (Lagerh.) A. Fisch.
- Olpidium utriculiforme Scherff. 1926
- Olpidium vampyrellae Scherff. 1926
- Olpidium vermicola G.L. Barron & Szijarto 1986
- Olpidium verrucosum M.W. Dick 2001
- Olpidium viciae Kusano 1912
- Olpidium zootocum (A. Braun) J. Schröt. 1886
- Olpidium zygnemicola Magnus